# Ірдеменево-Кішки
Ірдеме́нево-Кі́шки (рос. Ирдеменево-Кошки, чув. Ертĕмен Кушăк) — присілок у складі Канаського району Чувашії, Росія. Входить до складу Ачакасинського сільського поселення.
Населення — 140 осіб (2010; 155 у 2002).
Національний склад:
- чуваші — 96 %